# Chard du Beurre
Pour les articles homonymes, voir Chard et Beurre (homonymie).
Le Chard du Beurre est une montagne de 1 893 mètres d'altitude située dans le massif du Beaufortain, dans le département de la Savoie (région Auvergne-Rhône-Alpes), sur la commune d'Hauteluce.

## Toponymie
Le nom Chard est dérivé de calmis, terme qui désigne en gaulois un pré au sommet d'une montagne, au-dessus de la lisière de la forêt, et qui a également donné le toponyme chaux. Le nom Beurre peut dériver de teurre, toponyme désignant un sommet, ou de la fleur de beurre, un des noms vernaculaires de la renoncule âcre.

## Géographie
Le Chard du Beurre est situé entre le val d'Arly au nord-ouest et le val du Dorinet de Beaufort au sud-est. Il surplombe la station des Saisies, dont les pistes s'étendent en partie sur ses flancs sud et ouest. Il donne d'ailleurs son nom à un télésiège débrayable. L'été, ses pentes sont occupées par des pistes de VTT et de luge d'été, ainsi que par des alpages. Au nord se trouve la commune de Notre-Dame-de-Bellecombe. Le versant sud-ouest présente des pentes plutôt douces, tandis que le versant nord-est est un peu plus abrupt et rocheux.

## Géologie
Le sommet est constitué de couches sédimentaires calcaires du Jurassique supérieur.

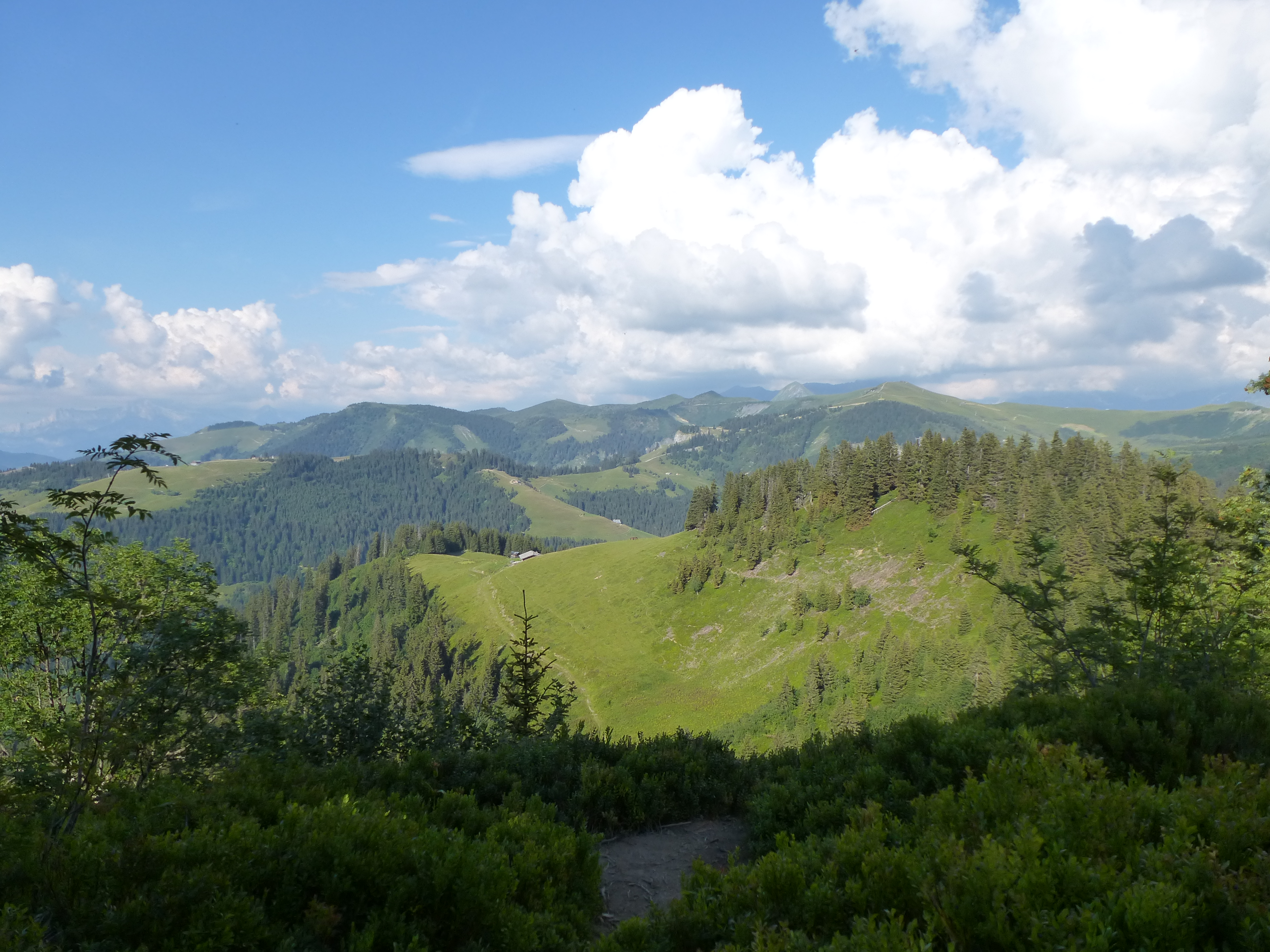
Vue depuis les pentes du Chard du Beurre.